# (7480) Norwan
(7480) Norwan est un astéroïde Amor découvert le 1er août 1994 à l'observatoire Palomar (675) par l'astronome américaine Carolyn S. Shoemaker. Sa désignation provisoire était 1994 PC.

## Caractéristiques
Sa distance minimale d'intersection de l'orbite terrestre est de 0,161 287 ua.